# Pension Clausewitz
Die Pension Clausewitz war ein West-Berliner Bordell.

## Hintergrund
Das ab 1947 bestehende Bordell mit dem zur Tarnung dienenden Namen Pension Clausewitz befand sich im Berliner Ortsteil Charlottenburg im dritten Stock des Hauses Clausewitzstraße 4, einer Seitenstraße des Kurfürstendamms. Zu Beginn der 1960er Jahre musste die Gründerin nach einer zweiten Verurteilung wegen gewerbsmäßiger Kuppelei das Unternehmen aufgeben; die Pension Clausewitz, damals teuerstes Bordell West-Berlins, wurde von Hans Helmcke übernommen. Bereits im November 1964 musste auch er sich vor Gericht verantworten, nachdem die Staatsanwaltschaft gegen ihn den Vorwurf der Kuppelei erhoben hatte. Das Verfahren wurde gegen Zahlung eines Bußgeldes von 3000 Mark (kaufkraftbereinigt in heutiger Währung: rund 8.000 Euro) eingestellt, die Pension Clausewitz von Helmcke unverändert weiterbetrieben.

## Spionageverdacht
Helmcke und sein Bordell wurden von Staatsanwaltschaft und Sittenpolizei auch weiterhin im Auge behalten. Kurz vor Weihnachten 1964 fand eine Kontrolle der Pension Clausewitz und von Helmckes Wohnung statt, bei der die Polizei Helmckes Notizbuch sicherstellte. Bei der Untersuchung entdeckte man unter den eingetragenen Telefonnummern drei aus Ost-Berlin. Es stellte sich heraus, dass sie zu Anschlüssen gehörten, die vom Staatssicherheitsdienst (Stasi) der DDR genutzt wurden.
Am 9. Januar 1965 wurde Helmcke wegen des „Verdachts auf landesverräterische Beziehungen“ verhaftet und Ermittlungen gegen ihn eingeleitet. Schnell tauchten Gerüchte auf, dass die Pension Clausewitz eine Spionageeinrichtung der Stasi gewesen sei. Die in der Presse ausführlich behandelten Vermutungen steigerten sich immer weiter; so hieß es bald, dass in Helmckes Bordell führende Politiker nicht nur aus West-Berlin, sondern auch Bundestagsabgeordnete und Minister, hochrangige Wirtschaftsvertreter und andere bedeutende Prominente zu Gast gewesen und von den Prostituierten gezielt im Auftrag der Stasi ausgefragt worden seien. Ferner wurde behauptet, dass es eine Abhöranlage gegeben habe und belastende Fotos zwecks späterer Erpressung durch den DDR-Nachrichtendienst angefertigt worden seien. Eine Reihe bekannter Politiker, unter ihnen der Berliner Senator Heinrich Albertz und Bundesminister Erich Mende, wurde namentlich verdächtigt, zu den im Bordell Ausspionierten zu gehören.
Die Pension Clausewitz wurde zum Mittelpunkt umfangreicher Berichterstattung, in der ein großer Spionage- und Sittenskandal vermutet wurde. Es stellte sich jedoch schon bald heraus, dass ein solcher Skandal nicht existierte. Weder war die Pension Clausewitz von wichtigen Politikern oder Geheimnisträgern frequentiert worden, noch hatte die Stasi dort Spionageaktivitäten entfaltet. Es existierten keinerlei kompromittierende Fotos von Personen des öffentlichen Lebens, und die Abhöranlage stellte sich als Anrufbeantworter heraus. Tatsächlich existierten ausschließlich die drei Telefonnummern in Helmckes Notizbuch.
Weil es Helmcke nicht gelang, entlastende Erklärungen für den Besitz der Stasi-Telefonnummern zu geben, wurde er wegen „landesverräterischer Beziehungen“ verurteilt. Da seine Strafe mit der dreimonatigen Untersuchungshaft abgegolten war, wurde er auf freien Fuß gesetzt. Er gab die Pension Clausewitz auf, zog sich allerdings nicht aus der Bordellbranche zurück.

## Mediale Rezeption
Angelehnt an die Geschehnisse drehte der Regisseur Ralph Habib  nach einem Drehbuch von Franz Baake 1967 den Film Pension Clausewitz mit Wolfgang Kieling und Maria Brockerhoff in den Hauptrollen.